# Tudeh
Ne doit pas être confondu avec Parti communiste d'Iran.

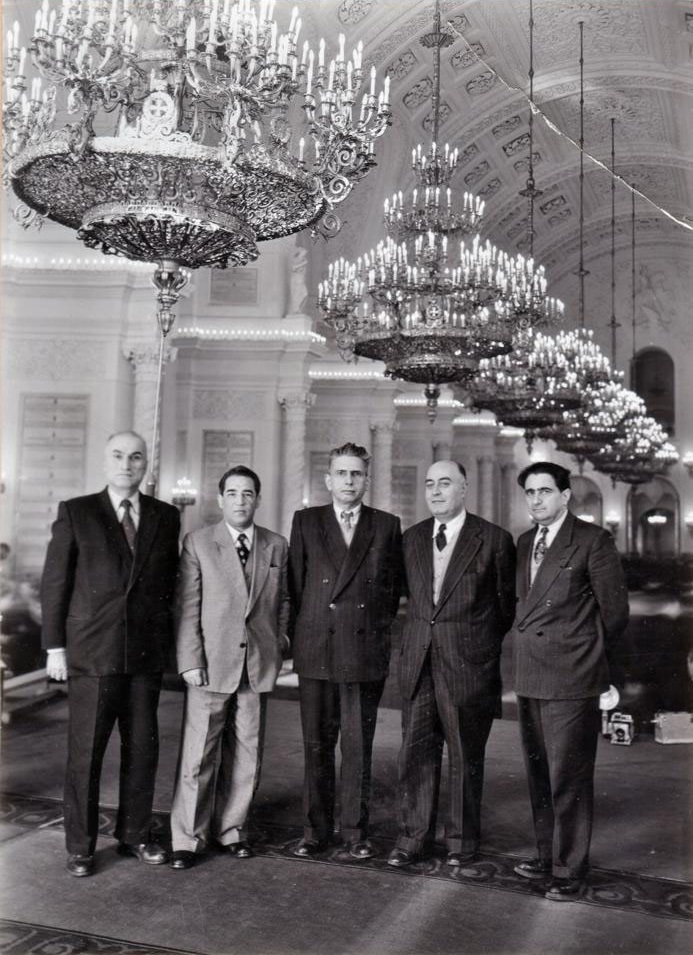
Dirigeants du Tudeh vers les années 1940

Le Tudeh (en persan : حزب توده ایران, Hezb-e Tudeh-ye Iran), traduit par « Parti des masses d'Iran » est un parti communiste iranien fondé en 1941. Il a eu des relations étroites avec le Parti communiste de l'Union soviétique. C'était un parti politique majeur en Iran avant les purges ayant eu lieu lors de l'établissement de la république islamique d'Iran.

## Histoire

### Naissance du mouvement communiste en Iran
L'histoire du mouvement communiste en Iran trouve ses origines au XIXe siècle, quand le marxisme a été introduit pour la première fois par les intellectuels et les ouvriers, conséquence de la rapide transformation du pays, passant du féodalisme au capitalisme avec un développement rapide de l'industrie. Proche de la Russie et de l'Azerbaïdjan, le nord de l'Iran devint le centre névralgique de la propagande marxiste et du mouvement social-démocrate, de multiples groupes virent ainsi le jour en quelques années.
Le Parti communiste d'Iran fut créé en juin 1920 à Bandar-e Anzali, dans la province de Gilan, fruit du premier Congrès des sociaux-démocrates iraniens. Heidar Amou Oghly (en), qui était un des chefs de la révolution constitutionnelle iranienne, devint le secrétaire général du nouveau parti. Dans le même temps, Mirza Kuchak Khan, un autre chef de la révolution constitutionnelle et chef de file du mouvement révolutionnaire Jangali (mouvement des forestiers), qui, dans le cadre de la crise grave que traversait l'Iran à l'issue de la Première Guerre mondiale, était parvenu à la tête d'insurgés à contrôler la majeure partie de la province, établit la république socialiste du Gilan avec l'appui de l'Armée rouge qui occupe Racht, la capitale de la province.
Néanmoins, très rapidement les communistes éliminent les partisans de Mirza Kuchak et constituent un nouveau gouvernement constitué uniquement de communistes. La direction des forces armées, de la Tchéka est directement confiée aux Russes. Heidar Amou Oghly joue un rôle déterminant à la Conférence des peuples d'Orient organisée en septembre 1920 à Bakou par le nouveau pouvoir soviétique. En 1921, il essaie de se rapprocher à nouveau de Kuchak mais tombe dans une embuscade et meurt dans des conditions restées obscures.
La Grande-Bretagne, qui dominait par son influence la dynastie Qajar de la Cour de Téhéran, envoya ses agents infiltrer le mouvement Jangali dans un complot soigneusement préparé pour renverser la République socialiste du Gilan et le Parti communiste iranien. Le complot réussi[réf. nécessaire], le mouvement communiste fut interdit et persécuté par le gouvernement central. Les communistes et sociaux-démocrates plongèrent dans la clandestinité une nouvelle fois. Poursuivi par l'armée iranienne, Mirza Kuchak mourut dans les montagnes.
Au début des années 1920, la dynastie Qajar s'effondra, et le Shah Reza accéda au trône en 1925, établissant la dynastie Pahlavi. Le nouveau shah d'Iran introduisit de nombreuses réformes, comme la limitation du pouvoir du clergé chiite, mais établit dans le même temps un régime autoritaire. Entre 1921 et 1941, une centaine de condamnations, mais aucune à la peine capitale, sont prononcées contre des membres de groupuscules communistes.
En 1937, eut lieu l'« affaire des cinquante-trois », un groupe d'intellectuels, d'étudiants, de professeurs de l'université de Téhéran et de quelques bourgeois aisés, qui publiait une revue mensuelle non clandestine. Le principal chef, le Dr Taghi Erani fut condamné à la prison. Il accusa de complicité avec la police le prince Abdol-samad Mirza Kambakhch qui sera le fondateur, puis le secrétaire général du Tudeh.

### Fondation du parti Tudeh
L'invasion alliée du corridor perse de 1941 à 1942 se traduisit par la fin du règne du Reza Chah et son exil forcé en Afrique du Sud. De nombreux prisonniers politiques furent libérés et sous cette nouvelle atmosphère, les groupes nationalistes et socialistes refleurirent. Le 29 septembre 1941, le parti Toudeh fut officiellement créé, avec Soleiman Mohsen Eskandari, ancien ministre de l'Éducation national du Chah, à sa tête.
Parmi les fondateurs, on trouve la majorité des membres des « cinquante-trois », quelques rescapés des groupes communistes des années 1920 et 1930, des intellectuels, professeurs et magistrats, et des princes de l'ancienne dynastie. Mais dès 1942, le parti est pris en main par les communistes de stricte obédience soviétique.
Bénéficiant de l'appui des troupes soviétiques, le Tudeh s'implante fermement dans le nord du pays, ainsi qu'à Ispahan, centre de l'industrie textile et au Khouzistan, région qui concentre une grande partie de l'industrie pétrolière. Dans cette province, l'Anglo-Persian Oil Company (APOC) choisit d'aider l'organisation et fournira d'importants subsides au parti.
En 1944, le parti participe aux quatorzièmes élections parlementaires et huit de ses candidats sont élus. Le nombre de ses membres décupla et il devint l'une des principales forces de la vie politique iranienne. Néanmoins, en 1949, le parti fut sanctionné pour une tentative ratée d'assassinat sur la personne du Shah, successeur du précédent, et fut donc interdit. Le parti continua à fonctionner clandestinement avant d'être légalisé dans les années 1950.

### Alliance avec le parti de Mossadegh
En 1951, Mohammad Mossadegh est nommé Premier ministre par le Shah. Il établit une alliance entre son mouvement nationaliste, le Parti Front national et le Parti Toudeh. Mossadegh entreprit la nationalisation du pétrole et introduisit de nombreuses réformes socialistes, utilisant les profits massifs provenant du pétrole. Ces profits étaient à l'origine drainés par le gouvernement britannique, au travers de l'Anglo-Persian Oil Company (APOC). En 1953, des agents des services secrets britanniques et de la CIA aidèrent le général à la retraite Fazlollah Zahedi et le colonel Nassir à fomenter un coup d'État contre Mossadegh qui fut forcé à quitter son poste de Premier ministre. La CIA et le MI6 britannique organisent des attaques terroristes afin d'en accuser les communistes et contribuer à déstabiliser le pays.
Le débat n'est clos, quant à savoir si l'intervention des États-Unis et des Britanniques était motivée par la peur de voir l'Iran entrer dans la sphère d'influence de l'Union soviétique. Quoi qu'il en soit, c'est de cette manière qu'ils justifièrent officiellement leur soutien aux généraux. D'autres pensent plutôt que le coup d'État servait avant tout à regagner le contrôle sur le pétrole iranien nationalisé. Après le coup, c'est Mohammad Reza Pahlavi qui put reprendre le pouvoir et rétablir un régime fort, interdisant la plupart des partis politiques, y compris le parti de Mossadegh, le Front national, qui comme le Toudeh, continua à fonctionner dans la clandestinité.

### Interdiction du parti sous Mohammad Reza Shah
En 1955, de nombreux soldats de l'armée iranienne suspectés d’être membres du parti Toudeh furent arrêtés et exécutés. À la même époque, des problèmes internes divers firent surface et la direction du parti fut suspectée de travailler contre la base du parti. Le parti fut donc fragilisé face aux attaques du Shah et déclina. Le Comité central du Parti fut réorganisé à la fin des années 1950.
En 1965, le parti fit face à une deuxième scission entre la majorité de l’organisation et une faction qui était pour la lutte armée contre le gouvernement du Shah en armant les tribus du Sud de l’Iran. L’unité du parti fut retrouvée trois ans plus tard.
En 1966, plusieurs membres du parti, y compris Ali Khavari et Parviz Hekmatioo du Comité central, et Asef Razmdideh et Saber Mohammadzadeh, furent arrêtés et condamnés à être exécutés. Cet événement provoqua l'émoi de la communauté internationale, de nombreuses manifestations et grèves de la faim forcèrent le gouvernement à réduire les peines à des emprisonnements à vie. Ces événements, très médiatisés, suscitèrent une forte sympathie pour la lutte des travailleurs en Iran et permirent l'unification du parti. Le parti fut à partir de ce moment un pilier de l'opposition clandestine au régime et aida à paver le chemin à la révolution iranienne de 1978.

### Révolution iranienne
Au début des années 1970, commença un mouvement de guérilla dans le Nord de l’Iran, dans la province de Gilan à Siahkal. Ces années-là furent aussi la période de développement de manifestations et grèves ouvrières, et les universités devinrent le foyer du militantisme révolutionnaire. Le parti Toudeh augmenta drastiquement ses activités militantes, recrutant de nombreux jeunes et organisant des comités régionaux.
Après la révolution de 1978-1979 qui chassa le chah du pays, de nombreux prisonniers politiques furent relâchés, et le Parti Toudeh ainsi que d’autres organisations de gauche purent participer aux élections parlementaires et présidentielles pour la première fois depuis de nombreuses années. Néanmoins, la majorité des sièges fut emportée par le Parti islamique républicain, de Mohammad Beheshti, et les nationalistes et socialistes marginalisés. Le président nouvellement élu, Abolhassan Bani Sadr, un temps proche de Khomeini, était partisan de la révolution mais s’opposait à la domination du clergé et des factions religieuses dans la vie politique.
En 1981, le Majlis, dominé par le Parti islamique républicain, força Bani Sadr à quitter ses fonctions, ce qui déclencha une vague de protestations et de manifestations de toutes les couches de la société. Bani Sadr dut plus tard quitter le pays. Des comités révolutionnaires armés fidèles à Khomeini, surnommés Pasdaran, arrêtèrent des milliers de jeunes et de militants des mouvements de gauche et des nationalistes ; nombreux seront jugés par Sadeq Khalkhali, dont le surnom était « le juge pendeur », la grande majorité sera exécutée.
Souhaitant l'application de la théorie du PC soviétique pour les pays du tiers-monde (« La voie socialiste du développement ») et faisant semblant de croire que le clergé était anti-impérialiste, le parti Toudeh a collaboré avec le régime islamique jusqu'à l’arrestation de sa direction. Cette attitude se solda donc par un échec : en 1982, toute la direction du parti fut emprisonnée. Plus tard, plus de 5 000 membres et sympathisants du parti furent également arrêtés et exécutés. Le parti finit par être interdit.
À la suite de ces purges, le parti se désagrégea. Un nombre important de militants partit en exil tandis que d’autres renonçaient au communisme et se réconciliaient avec la République islamique. Durant ces années, des milliers de prisonniers politiques iraniens, du parti Toudeh comme d'autres partis, furent condamnés à mort et exécutés, notamment en 1988.
Néanmoins, le parti survécut tant bien que mal et continue d'exister clandestinement en Iran. Un nouveau comité central en exil a été formé en 1992. Le parti est dirigé par Mohammad Omidvar depuis 2004.

## Statut légal aujourd'hui
Aujourd'hui, la majorité des membres du parti sont en exil, même si des membres actifs sont restés en Iran. Le parti est officiellement interdit et n'est pas toléré. Les individus suspectés d'être affiliés à des mouvements communiste ou socialiste risquent l'emprisonnement ou l'exécution.